# 마치다 고지로
마치다 고지로(일본어: 町田 公二郎, 1969년 12월 11일 ~ )는 일본의 전 프로 야구 선수이자 야구 지도자이다. 고치현 고치시 출신이며 현역 시절 포지션은 외야수, 내야수였다.

## 개요
현역 시절에는 센트럴 리그 공식전에서 통산 20개의 대타 홈런을 기록했다. 이 기록은 현재 시점에서 센트럴 리그 공식전에 있어서의 대타 홈런 통산 최다 기록에 해당한다. 또한 히로시마 도요 카프에 소속될 당시 1998년부터 2004년까지 등록명은 ‘町田 康嗣郎’(동음).
현역에서 은퇴 후에는 NPB·사회인 야구·학생 야구 팀 등에서 지도자를 역임했다. 현역 시절에 활약했던 히로시마와 한신 타이거스의 타격 코치를 거쳐 2013년부터 2020년까지 미쓰비시 중공업 히로시마 경식 야구부 수석 코치와 감독을 지냈고 2021년부터는 학교법인 가나이 학원(경식 야구부가 있는 후쿠이 공업 대학·후쿠이 공업 대학 부속 후쿠이 고등학교 등의 운영 법인)에서 종합 코치를 맡고 있다.

## 인물

### 프로 입단 전
두 살 위인 형(다카유키)의 영향으로 야구를 시작하여 형과 같은 메이토쿠기주쿠 고등학교에 진학했고 2학년 때 팔꿈치 고장으로 투수에서 야수로 전향했다. 3학년 때 춘계 선발 대회(제59회 선발 고등학교 야구 대회)에서는 1차전 상대팀이자 미와 다카시 등이 소속된 간토 제1 고등학교와의 경기에서 팀은 패했다. 고교 졸업 후 다카유키가 있는 센슈 대학에 진학해 2학년 때 춘계 도토 대학 리그전에서는 주전 외야수로서 수위 타자를 획득해 팀의 리그 우승 달성에 큰 기여를 하는 등 베스트 나인에 처음으로 선정됐다. 더욱이 다카유키에 이어 도토 대학 리그 사상 최초로 형제가 수위 타자를 차지하는 영예를 안기도 했다. 같은 해 미일 대학 야구 일본 대표팀의 선수로 발탁됐다.
3학년 때 춘계 리그전에서 베스트 나인을 수상했고 그 해에는 미일 대학 야구와 베이징 아시안 게임의 일본 대표팀 선수로 발탁됐다. 4학년 때 춘계 리그전에서 베스트 나인을 수상, 같은 해 미일 대학 야구에서는 메이지 진구 야구장에서 열린 1차전과 2차전에서만 대표팀 선수로 각각 발탁됐다. 이듬해 1992년 바르셀로나 올림픽 일본 야구 국가대표팀의 후보로서 드래프트 대상 외로 되달라는 요청이 있었지만 어린 시절부터 프로 야구 선수가 되고 싶다는 꿈을 가지면서 프로로 빨리 가고싶다는 생각을 갖고 있었기 때문에 완강히 거절했다. 재학 중에는 같은 학년이던 히야마 신지로(당시 도요 대학 소속)와 서로 경쟁하면서 도토 대학 리그 통산 66경기에 출전했다. 당시로서는 리그 역대 2위 타이 기록에 해당하는 통산 15홈런을 기록할 정도의 장타력을 평가받아 타율 0.290(224타수 65안타),  15홈런, 39타점의 성적을 남겼다.
1991년 프로 야구 드래프트 회의에서 와카타베 겐이치를 추첨에서 제외된 히로시마 도요 카프로부터 1순위 지명을 받았다. 당시의 히로시마 구단 사상 최고 액수가 되는 계약금 8,000만 엔과 연봉 840만 엔(모두 추정치)으로 입단 계약을 맺었다.

### 프로 야구 선수 시절

#### 히로시마 도요 카프 시절
1992년에는 스프링 캠프에서 아킬레스건 통증으로 출발이 늦어지는 바람에 5월에는 1군에 승격했지만 6월 13일 한신 타이거스전에서 3루와 홈 사이에서 협살될 때 포수에게 오른팔 부분 스파이크에 찍혀서 10바늘이나 꿰매는 부상을 입고 다시 2군으로 내려갔다. 7월 17일에는 주니어 올스타전에 출전하여 3안타를 때려내는 등의 맹활약으로 우수 선수상을 수상했다. 후반기인 7월 26일의 요코하마 다이요 웨일스전에서 프로 첫 홈런을 날린 것을 비롯해 이틀날에도 2홈런 5타점을 기록하는 등의 활약을 보였고 7월 28일 야쿠르트 스왈로스전에서는 처음으로 4번 타자로 기용됐다. 하지만 그 이후에는 8경기에 출전하면서 3타점에 그치는 등 극도의 타격 부진을 겪었고 8월 21일 야쿠르트전에서는 다시 니시다 신지가 4번 타자가 됐다. 그 해에는 6개의 홈런을 기록했고 시즌 종료 후의 계약 갱신에서는 160만 엔이 상승한 연봉 1,000만 엔(추정치)이 됐다.
이듬해 1993년에는 몸이 열리는 것이 빨라지는 버릇 때문인지 4, 5월에는 부진을 면치 못했지만 타격폼의 수정에만 전념해서 6월 17일 요미우리 자이언츠전에서 5타점을 기록했다. 같은 해엔 주로 좌익수로서 77경기에 선발 출전했다. 2년 뒤인 1995년에 동년배인 오가타 고이치나 아사이 이쓰키와 주전을 놓고 경쟁했고 9월 10일 주니치 드래건스전에서는 처음으로 대타 만루 홈런을 날렸다. 1995년 시즌에는 홈런 8개와 22타점의 성적으로 800만 엔이 상승한 연봉 2,300만 엔(추정치)으로 계약을 갱신했다.
1996년에는 오른쪽 팔꿈치 통증으로 2군에서 시즌 개막을 맞이했지만 1군에 복귀하자마자 4월 21일 야쿠르트전에서 만루 홈런을 날렸다. 에토 아키라가 부상당한 9월에는 프로 입문 후 처음으로 3루수 수비에도 나섰다. 또한 그 해에는 대타 성적이 비약적으로 향상되면서 8월 23일부터 9월 11일에 걸쳐 당시의 센트럴 리그 신기록이 되는 대타 9타석 연속 출루 기록을 달성해 리그 역대 2위에 해당되는 시즌 대타 타율 4할 5푼 5리의 성적을 남겼다. 더욱이 좌완 투수와 상대하면서 타율 3할 4푼 7리, 홈런 9개의 성적을 남기는 등 ‘좌완 킬러’라는 별명이 붙여졌다.
1997년에는 등록명을 ‘公二郎’(고지로)에서 ‘康嗣郎’(동음)로 변경했고 주전 멤버로 차지하겠다는 목표로 해서 스프링 캠프에서는 내야 수비에 전념했다. 그 해에는 2루수나 3루수로서도 39경기에 선발 출전했으며 자신으로서는 처음으로 두 자릿수 홈런을 기록하는 등 700만 엔이 상승한 연봉 4,000만 엔(추정치)으로 계약을 갱신했다. 루이스 로페즈가 퇴단한 이듬해 1998년에는 아사이 이쓰키, 티모니엘 페레스와 함께 주전 1루수 자리를 놓고 치열한 경쟁을 펼쳤고 그 해에는 대타로서 팀내 최다인 10타점을 기록했다. 1999년에는 6월에 에토가 부상당하면서 가네모토 도모아키와 함께 4번 타자를 번갈아 맡아가며 활약했다.
2000년에는 오가타의 갑작스런 부상도 있어서 우익수로서 57경기에 선발 출전하는 등 선발로서의 기용이 늘어났다. 8월 24일 요미우리전에서 주루 시에 오른쪽 발목에 부상당한일도 있어서 규정 타석에는 미치지 못했지만 타율 2할 8푼 1리를 기록했고 그와 동시에 개인 최고 기록이 되는 13홈런, 34타점을 기록했다.
2001년에는 5월 10일 요미우리전에서 타구를 쫓아 펜스에 뛰어올랐다가 그대로 떨어져서 오른쪽 견관절 부분에 손상을 입었다. 8월 18일 히로시마 시민 구장에서 열린 요미우리전에서는 구단 신기록인 통산 14번째의 대타 홈런을 쳤다. 10월 11일 야쿠르트전에서 후지이 야스오와 맞먹는 일본 타이 기록인 통산 4개째의 대타 만루 홈런을 상대 투수인 마에다 히로쓰구로부터 기록했다.
2002년에는 개막 이후부터 23타석 연속 무안타를 기록했는데 그중 삼진이 11개로 시즌 초반에는 극도의 타격 부진에 시달렸다. 특타 등의 연습을 해서 타격의 타이밍을 수정하는 등의 노력한 끝에 컨디션을 회복하고 6월 7일 한신전에서는 정찰 멤버로서 기용되고 있던 쓰루타 야스시의 대타로 등장해 트레이 무어로부터 리그 통산 세 번째의 첫회 선두 타자 대타 홈런을 날렸다. 또한 이 홈런이 가와마타 요네토시가 기록했던 센트럴 리그 기록을 경신하는 통산 17개째의 대타 홈런이 됐다. 같은 해에 자유 계약 선수(FA)의 권리를 획득했지만 FA를 행사하지 않고 그대로 잔류해서 현상 유지의 연봉 4,500만 엔(추정치)으로 계약을 갱신했다.
2003년 8월 22일의 주니치전에서 파울볼을 쳤을 때 오른쪽 외복사근에 타박상을 입어 전치 2주의 부상을 입었다.
2004년 시즌 종료 후 현금 트레이드로 한신 타이거스에 이적하여 등번호는 50번으로 정해졌다. 이적을 계기로 등록명을 자신의 본명인 ‘町田公二郞’(동음)로 다시 변경했다. 한신에서는 현역 생활 말년에 ‘대타의 신’이라고 불렸던 야기 히로시가 그 해를 마지막으로 은퇴하면서 오른쪽 대타 요원이 부족하게 되자, 대학에서 드래프트 1순위로 히로시마에 입단한 선수로서는 처음으로 타 구단으로의 트레이드를 단행하게 됐다.

#### 한신 타이거스 시절
이적 1년째인 2005년에는 부상의 영향으로 출장 기회는 줄어들었지만 구단은 2년 만에 리그 우승을 달성했다. 이듬해 2006년에는 시즌 개막을 1군에서 맞이했지만 출전 기회를 갖지 못한 채 등록이 말소됐고 허리 통증 때문에 2군에서의 조정이 계속됐다. 그러나 7월 2일 서패스와의 경기에서 대타 끝내기 홈런을 때려내서 1군에 복귀했고 7월 4일 주니치전에서 오가사와라 다카시로부터 한신 이적 후 1호가 되는 홈런을 때려냈다. 이것이 일본 프로 야구 역대 2위 타이 기록인 통산 20개째의 대타 홈런이 됐다. 시즌 종반에 가타오카 아쓰시와 함께 전력외 통보를 받았다. 한때는 타 구단에서의 현역에서 계속 뛰겠다는 생각도 했지만 지병인 목의 통증이 악화된 적도 있어서 2006년 시즌 끝으로 현역 은퇴를 표명했다. 은퇴 기자회견 때 “인기가 좋은 코치가 아닌 장래에 함께해서 좋았다고 생각할 수 있는 코치가 되고 싶다는 목표로 했다”고 말했다.

### 그 후
2007년부터 2010년까지 한신의 2군에서 타격 코치를 역임했다. 2010년 10월에는 한신에서 코치직을 사임한 후 히로시마의 1군 타격 코치로 발탁돼 스프링 캠프로부터 팀에 합류했다. 히로시마에서는 2012년까지 코치를 맡았지만 1군에서의 팀 타율이 리그 5위에 그친 적도 있어서 팀 타격 부진에 대한 책임을 물어 10월 16일에 구단으로부터 다음 시즌의 계약을 맺지 않겠다는 통보를 받고 퇴단했다.
2013년 1월부터 당시 사회인 야구팀에 참가하고 있던 미쓰비시 중공업 히로시마 경식 야구부의 수석 코치로 부임하여 같은 해 사회인 야구 일본 선수권 대회에서 팀을 39년 만의 준결승 진출로 이끌었다. 2015년부터 동 구단의 감독으로 승격되면서 팀을 4년 만에 도시 대항 야구 대회의 본선에 진출시켰을 뿐만 아니라 본선에서도 준결승까지 승리했다.
미쓰비시 중공업 히로시마에서는 2020년까지 감독을 맡고 있었지만 미쓰비시 중공업이 사내 경식 야구부를 미쓰비시 중공업 East 경식 야구부(모체는 미쓰비시 파워 경식 야구부)와 미쓰비시 중공업 West 경식 야구부(모체는 미쓰비시 중공업 고베·다카사고 경식 야구부)에 집약시킬 방침을 내세운 것에 따라 히로시마의 경식 야구부는 2020년 시즌을 끝으로 활동을 중단했다. 결과적으로 마치다는 히로시마 경식 야구부에서의 마지막 감독이 됐다. 히로시마 경식 야구부에서는 나중에 일부 선수와 코치들이 West 경식 야구부에 합류했지만 정작 본인은 그 길을 택하지 않고 ‘학생야구자격회복연수제도’를 이용했다. 그리고 2021년 2월 5일자로 일본 학생 야구 협회로부터 자격 회복의 적합한 인물로 인정받음으로써 이 협회에 가입한 대학·고등학교의 야구부에서도 지도할 수 있게 됐다. 이를 계기로 같은 해 4월 1일자로 학교법인 가나이 학원의 종합 코치로 부임했다. 학원이 운영하는 일본 학생 야구 협회 가맹교(후쿠이 공업 대학·후쿠이 공업 대학 부속 후쿠이 고등학교 등)에서 경식 야구부의 타격 지도를 맡고 있다. 후쿠이 공업 대학에서는 종합 코치로 취임한 지 2개월 후(2021년 6월)인 제70회 전일본 대학 야구 선수권 기념 대회에서 팀을 사상 첫 결승 진출로 이끌었다.

## 플레이 스타일·에피소드
히로시마 시절에는 좌타자인 아사이 이쓰키와 함께 ‘대타의 비밀병기’로 활약했는데 특히 1996년에는 두 사람 모두 대타로서의 타율이 4할 대를 넘었다. 통산 대타 성적은 397타수 90안타, 20홈런(2012년 기준으로, 일본 프로 야구에서는 역대 2위), 71타점(2012년 기준으로, 센트럴 리그 역대 12위), 타율 2할 2푼 7리이다. 1995년까지 4년 간은 대타 성적이 타율 1할 6푼 7리, 1홈런, 9타점으로 오히려 성적이 저조했지만 경기 시작부터 선발 출전을 할 작정으로 상대 투수를 분석해서 볼배합을 읽게 됐고 더 나아가 우타자로서의 연습을 거듭하는 등 힘든 변화구를 극복했다고 한다.
‘배트를 휘두르지 않으면 아무것도 일어나지 않는다’라는 신조로 대타에서는 특히 좋은 공을 놓치는 것을 극단적으로 싫어해서 적극적으로 타격에 임하는 자세를 보였다. 경기 전의 연습에서부터 상대 팀 투수의 공이 오는 코스를 이미지화해서 스윙을 하는 등 대타의 한 타석에서 결과를 내기 위해 철저한 준비를 게을리하지 않았다. 한편 현역 생활의 마지막까지 대타가 아닌 주전을 목표로 하고 있어 능숙하지 못한 주루나 수비에도 과제를 갖고 연습에 전념했다고 한다. 현역 시절에는 일관해서 외야수로 등록돼 있었지만 같은 시기의 히로시마 외야진은 마에다 도모노리, 오가타 고이치, 가네모토 도모아키 등이 주전으로 고정돼 있었던 점도 있어 배터리와 유격수를 제외한 전 포지션에서 선발 출전한 적도 있다.
가네모토와는 히로시마 입단 동기이며 두 사람이 입단 당시부터 사이가 좋아 한신에서도 팀 동료로 발전했다. 마치다가 한신 이적 후 1호 홈런을 날렸을 때 가네모토가 벤치에서 축하해줬다.
히로시마에 입단하고 나서는 구단에 대대로 내려오는 지도 방침에 따라 하체 버팀목을 활용한 타격폼을 맹훈련으로 익혔다. 그런 경험을 바탕으로 현역에서 은퇴한 후의 타격 지도에서는 스윙할 때 발바닥으로 지면을 단단히 버틸 수 있도록 하는 것을 가장 중시하고 있다고 한다.

## ‘사라진 홈런’
히로시마 시절인 1999년 6월 30일 요코하마 베이스타스전(도야마 시민 구장 알펜 스타디움)에서 5회에 히가시데 아키히로의 대타로서 출전해 가와무라 다케오의 초구를 좌익 폴대 옆으로 홈런성 타구를 쳤다. 공은 폴대를 휘감은 것처럼 보였으나 3루심인 마나베 가쓰미는 파울이라고 판정을 내렸다. 히로시마 수뇌진은 약 10분 간에 걸쳐 항의했지만 판정은 번복되지 않았다(구심은 도마리 가쓰노리). 마치다는 결국 헛스윙 삼진을 당했는데 “어떤 별빛 아래 태어났나. 그게 있었으면 (대타 통산)21홈런이었지”라고 회고했다.
더욱이 한신 이적 후인 2005년 5월 3일 히로시마전(한신 고시엔 구장)에서는 1점 뒤진 9회에 주자 1루인 상황에서 대타로 출전했다. 존 베일로부터 좌익 폴대 옆으로 역전 끝내기 홈런인 것 같은 높은 타구를 날렸지만 누심인 우에모토 고이치가 파울이라고 판정을 내렸다. 이 때도 결과는 삼진이었다.

## 상세 정보

### 출신 학교
- 메이토쿠기주쿠 고등학교
- 센슈 대학

### 선수 경력
- 히로시마 도요 카프(1992년 ~ 2004년)
- 한신 타이거스(2005년 ~ 2006년)

### 지도자 경력
- 한신 타이거스 2군 타격 코치(2007년 ~ 2010년)
- 히로시마 도요 카프 1군 타격 코치(2011년 ~ 2012년)
- 미쓰비시 중공업 히로시마 경식 야구부 수석 코치(2013년 ~ 2014년)
- 미쓰비시 중공업 히로시마 경식 야구부 감독(2015년 ~ 2020년)
- 후쿠이 공업 대학 종합 코치(2021년 ~ )

### 개인 기록

#### 첫 기록
- 첫 출장 : 1992년 6월 3일, 대 한신 타이거스 10차전(히로시마 시민 구장), 9회말에 기타벳푸 마나부의 대타로서 출장
- 첫 선발 출장 : 1992년 6월 6일, 대 야쿠르트 스왈로스 7차전(후쿠시마 현영 아즈마 구장), 6번·좌익수로서 선발 출장
- 첫 안타 : 상동, 2회초에 이토 아키미쓰로부터
- 첫 홈런·첫 타점 : 1992년 7월 25일, 대 요코하마 다이요 웨일스 17차전(요코하마 스타디움), 1회초에 오카모토 도루로부터
- 첫 도루 : 1992년 8월 1일, 대 요미우리 자이언츠 15차전(히로시마 시민 구장), 1회말에 2루 안착(투수: 미야모토 가즈토모, 포수: 오쿠보 히로모토)

#### 대타 기록
- 통산 대타 홈런 : 20개(역대 2위 타이) ※센트럴 리그 기록
- 통산 대타 만루 홈런 : 4개(역대 1위 타이) ※일본 기록
- 대타 9타석 연속 출루(1996년) ※역대 2위
- 9년 연속 대타 홈런(1995년 ~ 2003년) ※일본 기록

### 등번호
- 5(1992년 ~ 2004년)
- 50(2005년 ~ 2006년)
- 73(2007년 ~ 2010년)
- 75(2011년 ~ 2012년)

### 등록명
- 町田 公二郎(1992년 ~ 1997년, 2005년 ~ 2006년)
- 町田 康嗣郎(1998년 ~ 2004년)

### 연도별 타격 성적
| 연 도       | 소 속       | 경 기 | 타 석 | 타 수 | 득 점 | 안 타 | 2 루 타 | 3 루 타 | 홈 런 | 루 타 | 타 점 | 도 루 | 도 루 자 | 희 생 번 | 희 생 플 | 볼 넷 | 고 4 | 사 구 | 삼 진 | 병 살 타 | 타 율 | 출 루 율 | 장 타 율 | O P S |
| ----------- | ----------- | ----- | ----- | ----- | ----- | ----- | ------- | ------- | ----- | ----- | ----- | ----- | -------- | -------- | -------- | ----- | ---- | ----- | ----- | -------- | ----- | -------- | -------- | ----- |
| 1992년      | 히로시마    | 49    | 175   | 153   | 19    | 41    | 9       | 1       | 6     | 70    | 19    | 1     | 1        | 0        | 2        | 16    | 0    | 4     | 34    | 3        | .268  | .349     | .458     | .806  |
| 1993년      | 히로시마    | 103   | 317   | 276   | 26    | 68    | 16      | 0       | 6     | 102   | 31    | 1     | 0        | 4        | 1        | 28    | 0    | 8     | 72    | 9        | .246  | .332     | .370     | .702  |
| 1994년      | 히로시마    | 18    | 32    | 26    | 0     | 2     | 0       | 0       | 0     | 2     | 1     | 0     | 0        | 0        | 0        | 6     | 0    | 0     | 7     | 0        | .077  | .250     | .077     | .327  |
| 1995년      | 히로시마    | 69    | 155   | 138   | 16    | 36    | 5       | 0       | 8     | 65    | 22    | 2     | 1        | 2        | 0        | 14    | 0    | 1     | 36    | 2        | .261  | .333     | .471     | .804  |
| 1996년      | 히로시마    | 73    | 148   | 130   | 25    | 40    | 6       | 0       | 9     | 73    | 23    | 2     | 1        | 1        | 0        | 15    | 2    | 2     | 26    | 3        | .308  | .388     | .562     | .949  |
| 1997년      | 히로시마    | 103   | 301   | 257   | 34    | 62    | 10      | 0       | 10    | 102   | 33    | 4     | 4        | 3        | 1        | 33    | 0    | 7     | 56    | 7        | .241  | .342     | .397     | .739  |
| 1998년      | 히로시마    | 89    | 198   | 172   | 14    | 42    | 8       | 0       | 4     | 62    | 23    | 2     | 0        | 1        | 3        | 18    | 2    | 4     | 41    | 3        | .244  | .325     | .360     | .685  |
| 1999년      | 히로시마    | 81    | 199   | 177   | 17    | 43    | 8       | 0       | 8     | 75    | 28    | 0     | 1        | 0        | 2        | 17    | 0    | 3     | 33    | 7        | .243  | .317     | .424     | .740  |
| 2000년      | 히로시마    | 102   | 307   | 260   | 43    | 73    | 14      | 0       | 13    | 126   | 34    | 4     | 1        | 1        | 2        | 39    | 1    | 5     | 56    | 9        | .281  | .382     | .485     | .867  |
| 2001년      | 히로시마    | 70    | 114   | 92    | 16    | 24    | 3       | 0       | 9     | 54    | 22    | 0     | 0        | 2        | 0        | 18    | 0    | 2     | 28    | 3        | .261  | .393     | .587     | .980  |
| 2002년      | 히로시마    | 73    | 113   | 97    | 11    | 21    | 3       | 0       | 7     | 45    | 12    | 1     | 0        | 0        | 0        | 14    | 0    | 2     | 36    | 2        | .216  | .327     | .464     | .791  |
| 2003년      | 히로시마    | 70    | 146   | 118   | 17    | 27    | 8       | 0       | 4     | 47    | 19    | 1     | 0        | 3        | 1        | 16    | 0    | 8     | 24    | 3        | .229  | .357     | .398     | .755  |
| 2004년      | 히로시마    | 7     | 7     | 6     | 0     | 1     | 0       | 0       | 0     | 1     | 0     | 0     | 0        | 0        | 0        | 0     | 0    | 1     | 2     | 0        | .167  | .286     | .167     | .452  |
| 2005년      | 한신        | 34    | 37    | 32    | 3     | 6     | 1       | 0       | 0     | 7     | 3     | 0     | 0        | 0        | 0        | 4     | 1    | 1     | 9     | 1        | .188  | .297     | .219     | .516  |
| 2006년      | 한신        | 14    | 15    | 12    | 2     | 3     | 1       | 0       | 1     | 7     | 2     | 0     | 0        | 0        | 0        | 3     | 0    | 0     | 2     | 0        | .250  | .400     | .583     | .983  |
| 통산 : 15년 | 통산 : 15년 | 955   | 2264  | 1946  | 243   | 489   | 92      | 1       | 85    | 838   | 272   | 18    | 9        | 17       | 12       | 241   | 6    | 48    | 462   | 52       | .251  | .346     | .431     | .777  |

### 연도별 수비 성적
| 연도 | 소속     | 1루   | 1루   | 1루   | 1루   | 1루   | 1루      | 2루   | 2루   | 2루   | 2루   | 2루   | 2루      | 3루   | 3루   | 3루   | 3루   | 3루   | 3루      | 외야  | 외야  | 외야  | 외야  | 외야  | 외야     |
| 연도 | 소속     | 경 기 | 척 살 | 보 살 | 실 책 | 병 살 | 수 비 율 | 경 기 | 척 살 | 보 살 | 실 책 | 병 살 | 수 비 율 | 경 기 | 척 살 | 보 살 | 실 책 | 병 살 | 수 비 율 | 경 기 | 척 살 | 보 살 | 실 책 | 병 살 | 수 비 율 |
| ---- | -------- | ----- | ----- | ----- | ----- | ----- | -------- | ----- | ----- | ----- | ----- | ----- | -------- | ----- | ----- | ----- | ----- | ----- | -------- | ----- | ----- | ----- | ----- | ----- | -------- |
| 1992 | 히로시마 | -     | -     | -     | -     | -     | -        | -     | -     | -     | -     | -     | -        | -     | -     | -     | -     | -     | -        | 43    | 63    | 0     | 0     | 0     | 1.000    |
| 1993 | 히로시마 | -     | -     | -     | -     | -     | -        | -     | -     | -     | -     | -     | -        | -     | -     | -     | -     | -     | -        | 83    | 154   | 4     | 1     | 0     | .994     |
| 1994 | 히로시마 | -     | -     | -     | -     | -     | -        | -     | -     | -     | -     | -     | -        | -     | -     | -     | -     | -     | -        | 10    | 17    | 1     | 0     | 0     | 1.000    |
| 1995 | 히로시마 | 26    | 118   | 8     | 0     | 14    | 1.000    | -     | -     | -     | -     | -     | -        | -     | -     | -     | -     | -     | -        | 27    | 40    | 1     | 1     | 0     | .976     |
| 1996 | 히로시마 | 11    | 16    | 2     | 0     | 0     | 1.000    | -     | -     | -     | -     | -     | -        | 9     | 3     | 9     | 2     | 1     | .857     | 29    | 29    | 2     | 0     | 0     | 1.000    |
| 1997 | 히로시마 | 28    | 50    | 8     | 2     | 4     | .967     | 15    | 34    | 39    | 2     | 9     | .973     | 27    | 12    | 44    | 1     | 1     | .982     | 29    | 47    | 1     | 0     | 0     | 1.000    |
| 1998 | 히로시마 | 55    | 356   | 29    | 4     | 30    | .990     | -     | -     | -     | -     | -     | -        | -     | -     | -     | -     | -     | -        | 4     | 3     | 0     | 0     | 0     | 1.000    |
| 1999 | 히로시마 | 36    | 214   | 14    | 1     | 22    | .996     | 18    | 21    | 27    | 1     | 3     | .980     | 4     | 3     | 3     | 0     | 0     | 1.000    | 10    | 7     | 1     | 0     | 0     | 1.000    |
| 2000 | 히로시마 | 12    | 84    | 9     | 0     | 10    | 1.000    | -     | -     | -     | -     | -     | -        | -     | -     | -     | -     | -     | -        | 75    | 97    | 3     | 1     | 0     | .990     |
| 2001 | 히로시마 | -     | -     | -     | -     | -     | -        | -     | -     | -     | -     | -     | -        | -     | -     | -     | -     | -     | -        | 26    | 28    | 0     | 0     | 0     | 1.000    |
| 2002 | 히로시마 | 14    | 104   | 9     | 0     | 8     | 1.000    | 1     | 0     | 0     | 0     | 0     | ----     | -     | -     | -     | -     | -     | -        | 7     | 8     | 0     | 0     | 0     | 1.000    |
| 2003 | 히로시마 | 18    | 117   | 9     | 0     | 15    | 1.000    | -     | -     | -     | -     | -     | -        | -     | -     | -     | -     | -     | -        | 25    | 18    | 0     | 1     | 0     | .947     |
| 2005 | 한신     | 1     | 4     | 0     | 0     | 1     | 1.000    | -     | -     | -     | -     | -     | -        | -     | -     | -     | -     | -     | -        | -     | -     | -     | -     | -     | -        |
| 2006 | 한신     | 1     | 5     | 2     | 0     | 0     | 1.000    | -     | -     | -     | -     | -     | -        | -     | -     | -     | -     | -     | -        | -     | -     | -     | -     | -     | -        |
| 통산 | 통산     | 202   | 1068  | 90    | 7     | 104   | .994     | 34    | 55    | 66    | 3     | 12    | .976     | 40    | 18    | 56    | 3     | 2     | .961     | 368   | 511   | 13    | 4     | 0     | .975     |

## 주해
1. ↑  이 경기에서 패색이 짙던 8회말에 에디 디아스와 연속 솔로 홈런을 날리면서 히로시마 구단에 있어서의 대타 홈런은 니시다 신지가 기록한 13개를 뛰어 넘었다.[31]